# Expedición Essex-Raleigh
La expedición Essex-Raleigh, también conocida en inglés como Islands Voyage, fue una ambiciosa pero fracasada campaña naval enviada por la reina Isabel I de Inglaterra con el apoyo de las Provincias Unidas de los Países Bajos contra el Imperio español durante la guerra anglo-española (1585-1604) y la guerra de los Ochenta Años.

## Campaña
La campaña tuvo lugar entre junio y finales de agosto de 1597, con el objetivo de destruir la flota española del adelantado de Castilla Martín de Padilla en el puerto del Ferrol, ocupar las posesiones españolas en las islas Azores, e interceptar la flota de Indias en su camino desde América a su paso por las Azores. El resultado de la campaña fue un gran fracaso para Inglaterra. La expedición estaba dirigida por Robert Devereux, II conde de Essex como almirante y general en jefe, Thomas Howard, I conde de Suffolk como vicealmirante, y sir Walter Raleigh como contraalmirante. La escuadra holandesa estaba comandada por el teniente-almirante Jacob van Wassenaer Duivenvoorde. Otros participantes notables fueron Henry Wriothesley, III conde de Southampton (al mando del galeón HMS Garland), el barón Jacob Astley de Reading, Edward Michelborne a bordo del Moon, Sir Robert Mansell, y el poeta John Donne.
Las flotas españolas estaban comandadas por Martín de Padilla, Alonso de Bazán, Diego Brochero y Pedro de Zubiaur. La flota de Indias estaba dirigida por el almirante Juan Gutiérrez de Garibay.
Desarrollo de la expedición: Entre 120 y 150 naves inglesas partieron de Plymouth divididas en  tres escuadras, incluyendo el galeón real "Merhonour", el "Lion" y el "Warspite", junto con naves de transporte armadas y pinazas, sumando un total de 77 buques. A esta flota se unieron entre 20 y 70 buques corsarios. Los holandeses contribuyeron con diez buques de guerra y 15 de transporte bajo el mando del almirante Jan van Duyvendoord.
El 15 de julio Essex se encontró con un temporal de tal calibre que le obligó a regresar a sus bases, con averías en el insignia “Merhonour”, que le obligaron a reemplazarlo por el “Repulse”. El 17 de agosto la flota volvió a salir volviendo a encontrarse con un nuevo temporal que inutilizó dos de los mayores galeones. Es razonable suponer que si dos de los galeones (las naves más poderosas y marineras de su tiempo) quedaron inútiles, el resto de naves debió haber sufrido pérdidas porcentuales muy superiores; sin embargo, no es posible obtener m ucha información en la historiografía inglesa. A pesar de los reveses sufridos, la reina se empeñó en mantener el ataque aunque Essex prefirió olvidarse de El Ferrol probablemente bien defendido, optando por apostarse frente a Lisboa que tampoco atacó. Allí el 30 de agosto recibió un mensaje de Raleigh, que por decisión propia se había separado de la flota, diciéndole que la armada española de Ferrol iba camino de las Azores donde recibiría, para escoltarla, a la Flota de Indias; es decir: la presa se estaba metiendo en la boca del lobo. Como era habitual en las flotas inglesas, llevaban más parafernalia militar que provisiones, así que se dispersaron por las islas para hacer aguada o saquear alimentos. La flota española se componía de 43 naves, si bien, solo 8 eran galeones de combate, más dos pataches. Entre los 120 barcos de Inglaterra había 15 galeones además de algún otro holandés. Mientras tanto, Juan Gutiérrez de Garibay, un simple soldado que, por méritos, había ascendido hasta comandante de la Flota de Indias, preparó la defensa: apostó en lugares estratégicos de la costa la artillería más pesada de los barcos (donde era mucho más mortífera) y cavó trincheras. El 8 de octubre, llegaron los ingleses y holandeses y el 16 atacaron. La artillería costera apuntó directamente al buque insignia inglés y con dos cañonazos le voló el timón, rompiendo el bauprés de la capitana de Holanda. Descartado así por los ingleses el ablandamiento artillero, intentaron un desembarco en el que perdieron una gran cantidad de hombres además de cañones y caballos. Para mayor fracaso, Garibay, supuestamente bloqueado y a la defensiva, frente a todo pronóstico, embarcó a toda su tripulación y aprovechando una ocasión propicia, pasó velozmente los ingleses que ni le cortaron el paso ni le persiguieron. Para mayor escarnio, en la armada española iba Richard Hawkins hijo de John Hawkins apresado hacía unos años y por el que se pediría rescate.
Essex acabaría siendo enviado a Irlanda, donde fue destituido de su cargo y posteriormente ejecutado por tras un fallido golpe de Estado.La expedición fue la última gran campaña naval de Isabel I 